# 潘连生 (1945年)
潘连生（1945年11月—），男，江苏常熟人，中华人民共和国政治人物，曾任陕西省人民政府副省长，陕西省人大常委会副主任。